# Elevation Tour
Elevation Tour – światowa trasa koncertowa irlandzkiego zespołu U2 z 2001 r. Była podzielona na trzy części i obejmowała 113 koncertów. Rozpoczęła się 24 marca 2001, a zakończyła 2 grudnia 2001 i obejmowała najpierw Amerykę Północną, potem Europę i na koniec ponownie Amerykę Północną. Trasa była najbardziej dochodową trasą koncertową w 2001 r.; zespół łącznie zarobił 143.000.000 dolarów; z czego 80 koncertów przyniosło zysk w wysokości 110.000.000 dolarów.

## Scena
Projektantami sceny byli Willie Williams i Mark Fisher, projektanci scen z kilku poprzednich tras koncertowych U2. W przeciwieństwie do tras Zoo TV Tour i PopMart Tour scena była prostsza i montowana na arenach zamiast stadionów. Główną cechą sceny była rampa w kształcie serca, która sterczała w połowie drogi na arenę, tworząc wybieg. Niektóre miejsca dla publiczności znajdowały się wewnątrz rampy, na szczyt której mogli wchodzić członkowie zespołu i zbliżać się do publiczności po obu stronach. Wizualne obrazy były prezentowane na ekranach zamontowanych wysoko wśród oświetleń platformy.
Podczas europejskiej części trasy zespół występował również na arenach. Jednak dla kilku koncertów w tej części trasy zmieniono wygląd sceny. Podczas koncertów w Slane Castle w Irlandii rampa została przedłużona i poszerzona, aby mogło się na niej zmieścić więcej niż 80.000 ludzi. W Turynie zespół grał na stadionie piłki nożnej, na którym zamiast „sercowej rampy” umieszczono czarne półkole w kształcie litery U, które również tworzyło dla zespołu wybieg do publiczności.

## Artyści supportujący U2
Podczas trasy U2 supportowali: PJ Harvey, Garbage, No Doubt, The Corrs, Kelis, Stereophonics i Nelly Furtado.

## Koncerty sfilmowane
Dwa koncerty z trasy zostały sfilmowane i wydane na DVD. Pierwsze wydawnictwo Elevation: Live from Boston zostało wydane w grudniu 2001 r. i zawierało materiał z trzech różnych koncertów w Bostonie we FleetCenter. Drugie wydawnictwo U2 Go Home: Live from Slane Castle zostało wydane w listopadzie 2003 r. i zawierało zapis koncertu zespołu ze Slane w Slane Castle w Irlandii z 1 września 2001 r.

## Lista koncertów

### Ameryka Północna – część 1
1. 24 marca 2001 – Fort Lauderdale, Floryda, USA – National Car Rental Center
2. 26 marca 2001 – Fort Lauderdale, Floryda, USA – National Car Rental Center
3. 29 marca 2001 – Charlotte, Karolina Północna, USA – Charlotte Coliseum
4. 30 marca 2001 – Atlanta, Georgia, USA – Phillips Arena
5. 2 kwietnia 2001 – Houston, Teksas, USA – Compaq Center
6. 3 kwietnia 2001 – Dallas, Teksas, USA – Reunion Arena
7. 6 kwietnia 2001 – Denver, Kolorado, USA – Pepsi Center
8. 9 kwietnia 2001 – Calgary, Kanada – Pengrowth Saddledome
9. 10 kwietnia 2001 – Calgary, Kanada - Pengrowth Saddledome
10. 12 kwietnia 2001 – Tacoma, Waszyngton, USA – Tacoma Dome
11. 13 kwietnia 2001 – Vancouver, Kanada – General Motors Place
12. 15 kwietnia 2001 – Portland, Oregon, USA – Rose Garden
13. 17 kwietnia 2001 – San Diego, Kalifornia, USA – San Diego Sports Arena
14. 19 kwietnia 2001 – San Jose, Kalifornia, USA – San José Arena
15. 20 kwietnia 2001 – San José, Kalifornia, USA – San José Arena
16. 23 kwietnia 2001 – Anaheim, Kalifornia, USA – Arrowhead Pond
17. 24 kwietnia 2001 – Anaheim, Kalifornia, USA – Arrowhead Pond
18. 26 kwietnia 2001 – Anaheim, Kalifornia, USA – Arrowhead Pond
19. 28 kwietnia 2001 – Phoenix, Arizona, USA – America West Arena
20. 1 maja 2001 – Minneapolis, Minnesota, USA – Target Center
21. 3 maja 2001 – Cleveland, Ohio, USA – Gund Arena
22. 4 maja 2001 – Lexington, Kentucky, USA – Rupp Arena
23. 6 maja 2001 – Pittsburgh, Pensylwania, USA – Mellon Arena
24. 7 maja 2001 – Columbus, Ohio, USA – Nationwide Arena
25. 9 maja 2001 – Milwaukee, Wisconsin, USA – Bradley Center
26. 10 maja 2001 – Indianapolis, Indiana, USA – Conseco Fieldhouse
27. 12 maja 2001 – Chicago, Illinois, USA – United Center
28. 13 maja 2001 – Chicago, Illinois, USA – United Center
29. 15 maja 2001 – Chicago, Illinois, USA – United Center
30. 16 maja 2001 – Chicago, Illinois, USA – United Center
31. 24 maja 2001 – Toronto, Kanada – Air Canada Centre
32. 25 maja 2001 – Toronto, Kanada - Air Canada Centre
33. 27 maja 2001 – Montreal, Kanada – Molson Centre
34. 28 maja 2001 – Montreal, Kanada - Molson Centre
35. 30 maja 2001 – Auburn Hills, Michigan, USA – The Palace of Auburn Hills
36. 31 maja 2001 – Buffalo, Nowy Jork – HSBC Arena
37. 2 czerwca 2001 – Albany, Nowy Jork, USA – Pepsi Arena
38. 3 czerwca 2001 – Hartford, Connecticut, USA – Civic Center
39. 5 czerwca 2001 – Boston, Massachusetts, USA – Fleet Center
40. 6 czerwca 2001 – Boston, Massachusetts, USA – Fleet Center
41. 8 czerwca 2001 – Boston, Massachusetts, USA – Fleet Center
42. 9 czerwca 2001 – Boston, Massachusetts, USA – Fleet Center
43. 11 czerwca 2001 – Filadelfia, Pensylwania, USA – First Union Center
44. 12 czerwca 2001 – Filadelfia, Pensylwania, USA – First Union Center
45. 14 czerwca 2001 – Waszyngton, USA – MCI Center
46. 15 czerwca 2001 – Waszyngton, USA – MCI Center
47. 17 czerwca 2001 – Nowy Jork, Nowy Jork, USA – Madison Square Garden
48. 19 czerwca 2001 – New York City, Nowy Jork, USA – Madison Square Garden
49. 21 czerwca 2001 – East Rutherford, New Jersey, USA – Continental Airlines Arena
50. 22 czerwca 2001 – East Rutherford, New Jersey, USA – Continental Airlines Arena

### Europa
1. 6 lipca 2001 – Kopenhaga, Dania – Forum Copenhagen
2. 7 lipca 2001 – Kopenhaga, Dania - Forum Copenhagen
3. 9 lipca 2001 – Sztokholm, Szwecja – The Globe
4. 10 lipca 2001 – Sztokholm, Szwecja - The Globe
5. 12 lipca 2001 – Kolonia, Niemcy – KölnArena
6. 13 lipca 2001 – Kolonia, Niemcy - KölnArena
7. 15 lipca 2001 – Monachium, Niemcy – Olympiahalle
8. 17 lipca 2001 – Paryż, Francja – Palais Omnisports de Paris-Bercy
9. 18 lipca 2001 – Paryż, Francja - Palais Omnisports de Paris-Bercy
10. 21 lipca 2001 – Turyn, Włochy – Stadio delle Alpi
11. 23 lipca 2001 – Zurych, Szwajcaria – Hallenstadion
12. 24 lipca 2001 – Zurych, Szwajcaria - Hallenstadion
13. 26 lipca 2001 – Wiedeń, Austria – Stadthalle
14. 27 lipca 2001 – Wiedeń, Austria - Stadthalle
15. 29 lipca 2001 – Berlin, Niemcy – Waldbühne
16. 31 lipca 2001 – Arnhem, Holandia – GelreDome
17. 1 sierpnia 2001 – Arnhem, Holandia - GelreDome
18. 3 sierpnia 2001 – Arnhem, Holandia - GelreDome
19. 5 sierpnia 2001 – Antwerpia, Belgia – Sportpaleis
20. 6 sierpnia 2001 – Antwerpia, Belgia - Sportpaleis
21. 8 sierpnia 2001 – Barcelona, Hiszpania – Palau Sant Jordi
22. 11 sierpnia 2001 – Manchester, Anglia – Manchester Evening News Arena
23. 12 sierpnia 2001 – Manchester, Anglia – Manchester Evening News Arena
24. 14 sierpnia 2001 – Birmingham, Anglia – LG Arena
25. 15 sierpnia 2001 – Birmingham, Anglia – LG Arena
26. 18 sierpnia 2001 – Londyn, Anglia – Earls Court Exhibition Centre
27. 19 sierpnia 2001 – Londyn, Anglia – Earls Court Exhibition Centre
28. 21 sierpnia 2001 – Londyn, Anglia – Earls Court Exhibition Centre
29. 22 sierpnia 2001 – Londyn, Anglia – Earls Court Exhibition Centre
30. 25 sierpnia 2001 – Slane, Irlandia – Slane Castle
31. 27 sierpnia 2001 – Glasgow, Szkocja – Scottish Exhibition and Conference Centre
32. 28 sierpnia 2001 – Glasgow, Szkocja - Scottish Exhibition and Conference Centre
33. 1 września 2001 – Slane, Irlandia - Slane Castle

### Ameryka Północna – część 2
1. 10 października 2001 – Notre Dame, Indiana, USA – Edmund P. Joyce Center
2. 12 października 2001 – Montreal, Kanada - Molson Centre
3. 13 października 2001 – Hamilton, Kanada – Copps Coliseum
4. 15 października 2001 – Chicago, Illinois, USA – United Center
5. 16 października 2001 – Chicago, Illinois, USA – United Center
6. 19 października 2001 – Baltimore, Maryland, USA – Baltimore Arena
7. 24 października 2001 – New York City, Nowy Jork, USA – Madison Square Garden
8. 25 października 2001 – New York City, Nowy Jork, USA – Madison Square Garden
9. 27 października 2001 – New York City, Nowy Jork, USA – Madison Square Garden
10. 28 października 2001 – East Rutherford, New Jersey, USA – Continental Airlines Arena
11. 30 października 2001 – Providence, Rhode Island, USA – Dunkin'Donuts Center
12. 31 października 2001 – Providence, Rhode Island, USA – Dunkin'Donuts Center
13. 2 listopada 2001 – Filadelfia, Pensylwania, USA – First Union Center
14. 5 listopada 2001 – Austin, Teksas, USA – Frank Erwin Center
15. 7 listopada 2001 – Denver, Kolorado, USA – Pepsi Center
16. 9 listopada 2001 – Salt Lake City, Utah, USA – Delta Center
17. 12 listopada 2001 – Los Angeles – Staples Center
18. 13 listopada 2001 – Los Angeles, Kalifornia, USA – Staples Center
19. 15 listopada 2001 – Oakland, Kalifornia, USA – Oakland Arena
20. 16 listopada 2001 – Oakland, Kalifornia, USA – Oakland Arena
21. 18 listopada 2001 – Paradise, Nevada, USA – Thomas & Mack Center
22. 20 listopada 2001 – Sacramento, Kalifornia, USA – ARCO Arena
23. 23 listopada 2001 – Phoenix, Arizona, USA – America West Arena
24. 25 listopada 2001 – Dallas, Teksas, USA – Reunion Arena
25. 27 listopada 2001 – Kansas City, Missouri, USA – Kemper Arena
26. 28 listopada 2001 – Saint Louis, Missouri, USA – Sawis Center
27. 30 listopada 2001 – Atlanta, Georgia, USA – Phillips Arena
28. 1 grudnia 2001 – Tampa, Floryda, USA – Ice Palace Arena
29. 2 grudnia 2001 – Miami, Floryda, USA – American Airlines Arena